# Colletes mlokossewiczi
Colletes mlokossewiczi é uma espécie de insetos himenópteros, mais especificamente de abelhas pertencente à família Apidae.
A autoridade científica da espécie é Radoszkowski, tendo sido descrita no ano de 1891.
Trata-se de uma espécie presente no território português.